# Hopman Cup 2008
La Hopman Cup 2008 è stata la 20ª edizione della Hopman Cup,torneo di tennis riservato a squadre miste. Vi hanno partecipato 8 squadre di tutti i continenti e si è disputata al Burswood Entertainment Complex di Perth in Australia,
dal 29 dicembre 2007 al 4 gennaio 2008. La vittoria è andata alla coppia statunitense formata da Serena Williams e Mardy Fish, che hanno battuto la coppia della Serbia formata da Novak Đoković e Jelena Janković.

## Squadre e teste di serie
| 1. Stati Uniti – Serena Williams1(6) e Mardy Fish (39) (campioni) 2. Serbia – Jelena Janković (3) e Novak Đoković (3) (finalisti) 3. Rep. Ceca – Lucie Šafářová (23) e Tomáš Berdych (14) 4. Francia – Tatiana Golovin (13) e Arnaud Clément (54) | 1. Argentina – Gisela Dulko (37) e Juan Ignacio Chela (20) 2. Australia – Alicia Molik (56) e Peter Luczak (79) 3. India – Sania Mirza (31) e Rohan Bopanna (267) 4. Taipei cinese – Hsieh Su-wei (157) e Lu Yen-hsun (110) |

1Serena Williams nel match di apertura è stata sostituita da Meghann Shaughnessy.

## Gruppo A

### Classifica
| Posizione | Nazione       | V | S | Incontri | Set    |
| --------- | ------------- | - | - | -------- | ------ |
| 1.        | Serbia        | 3 | 0 | 7 – 2    | 15 – 8 |
| 2.        | Francia       | 2 | 1 | 6 – 3    | 13 – 7 |
| 3.        | Taipei cinese | 1 | 2 | 3 – 6    | 9 – 14 |
| 4.        | Argentina     | 0 | 3 | 2 – 7    | 7 – 15 |

### Serbia vs. Taipei
| Serbia 3 | Burswood Entertainment Complex, Perth 30 dicembre, 2007, 10:30 (UTC+9) cemento indoor | Burswood Entertainment Complex, Perth 30 dicembre, 2007, 10:30 (UTC+9) cemento indoor | Taipei cinese 0 |     |      |  |
| \| \| \| \| 1 \| 2 \| 3 \| \| \| - \| \| ---------------------------------------------------------- \| --- \| --- \| ---- \| \| \| 1 \| \| Jelena Janković Hsieh Su-wei \| 6 4 \| 6 4 \| \| \| \| 2 \| \| Novak Đoković Lu Yen-hsun \| 7 5 \| 2 6 \| 6 3 \| \| \| 3 \| \| Jelena Janković / Novak Đoković Hsieh Su-wei / Lu Yen-hsun \| 3 6 \| 6 2 \| 7 69 \| \| |                                                                                       |                                                                                       |                 |     |      |  |
| |                                                                                       |                                                                                       | 1               | 2   | 3    |  |
| 1 | Serbia (bandiera) · Taipei cinese (bandiera)                                          | Jelena Janković Hsieh Su-wei                                                          | 6 4             | 6 4 |      |  |
| 2 | Serbia (bandiera) · Taipei cinese (bandiera)                                          | Novak Đoković Lu Yen-hsun                                                             | 7 5             | 2 6 | 6 3  |  |
| 3 | Serbia (bandiera) · Taipei cinese (bandiera)                                          | Jelena Janković / Novak Đoković Hsieh Su-wei / Lu Yen-hsun                            | 3 6             | 6 2 | 7 69 |  |

### Francia vs. Argentina
| Francia 2 | Burswood Entertainment Complex, Perth 30 dicembre, 2007, 18:00 (UTC+9) cemento indoor | Burswood Entertainment Complex, Perth 30 dicembre, 2007, 18:00 (UTC+9) cemento indoor | Argentina 1 |     |   |  |
| \| \| \| \| 1 \| 2 \| 3 \| \| \| - \| \| ------------------------------------------------------------------ \| --- \| --- \| - \| \| \| 1 \| \| Tatiana Golovin Gisela Dulko \| 6 4 \| 6 3 \| \| \| \| 2 \| \| Arnaud Clément Juan Ignacio Chela \| 3 6 \| 1 6 \| \| \| \| 3 \| \| Tatiana Golovin / Arnaud Clément Gisela Dulko / Juan Ignacio Chela \| 6 3 \| 6 2 \| \| \| |                                                                                       |                                                                                       |             |     |   |  |
| |                                                                                       |                                                                                       | 1           | 2   | 3 |  |
| 1 | Francia (bandiera) · Argentina (bandiera)                                             | Tatiana Golovin Gisela Dulko                                                          | 6 4         | 6 3 |   |  |
| 2 | Francia (bandiera) · Argentina (bandiera)                                             | Arnaud Clément Juan Ignacio Chela                                                     | 3 6         | 1 6 |   |  |
| 3 | Francia (bandiera) · Argentina (bandiera)                                             | Tatiana Golovin / Arnaud Clément Gisela Dulko / Juan Ignacio Chela                    | 6 3         | 6 2 |   |  |

### Serbia vs. Francia
| Serbia 2 | Burswood Entertainment Complex, Perth 2 gennaio, 2008, 10:30 (UTC+9) cemento indoor | Burswood Entertainment Complex, Perth 2 gennaio, 2008, 10:30 (UTC+9) cemento indoor | Francia 1 |     |      |        |
| \| \| \| \| 1 \| 2 \| 3 \| \| \| - \| \| ---------------------------------------------------------------- \| --- \| --- \| ---- \| ------ \| \| 1 \| \| Jelena Janković Tatiana Golovin \| 1 0 \| \| \| ritiro \| \| 2 \| \| Novak Đoković Arnaud Clément \| 6 3 \| 6 3 \| \| \| \| 3 \| \| Jelena Janković / Novak Đoković Tatiana Golovin / Arnaud Clément \| 5 7 \| 6 4 \| 7 65 \| \| |                                                                                     |                                                                                     |           |     |      |        |
| |                                                                                     |                                                                                     | 1         | 2   | 3    |        |
| 1 | Serbia (bandiera) · Francia (bandiera)                                              | Jelena Janković Tatiana Golovin                                                     | 1 0       |     |      | ritiro |
| 2 | Serbia (bandiera) · Francia (bandiera)                                              | Novak Đoković Arnaud Clément                                                        | 6 3       | 6 3 |      |        |
| 3 | Serbia (bandiera) · Francia (bandiera)                                              | Jelena Janković / Novak Đoković Tatiana Golovin / Arnaud Clément                    | 5 7       | 6 4 | 7 65 |        |

### Argentina vs. Taipei
| Argentina 0 | Burswood Entertainment Complex, Perth 2 gennaio, 2008, 18:00 (UTC+9) cemento indoor | Burswood Entertainment Complex, Perth 2 gennaio, 2008, 18:00 (UTC+9) cemento indoor | Taipei cinese 3 |      |        |  |
| \| \| \| \| 1 \| 2 \| 3 \| \| \| - \| \| ------------------------------------------------------------ \| --- \| ---- \| ------ \| \| \| 1 \| \| Gisela Dulko Hsieh Su-wei \| 6 3 \| 62 7 \| 5 7 \| \| \| 2 \| \| Juan Ignacio Chela Lu Yen-hsun \| 3 6 \| 4 6 \| \| \| \| 3 \| \| Gisela Dulko / Juan Ignacio Chela Hsieh Su-wei / Lu Yen-hsun \| 6 3 \| 4 6 \| 64 710 \| \| |                                                                                     |                                                                                     |                 |      |        |  |
| |                                                                                     |                                                                                     | 1               | 2    | 3      |  |
| 1 | Argentina (bandiera) · Taipei cinese (bandiera)                                     | Gisela Dulko Hsieh Su-wei                                                           | 6 3             | 62 7 | 5 7    |  |
| 2 | Argentina (bandiera) · Taipei cinese (bandiera)                                     | Juan Ignacio Chela Lu Yen-hsun                                                      | 3 6             | 4 6  |        |  |
| 3 | Argentina (bandiera) · Taipei cinese (bandiera)                                     | Gisela Dulko / Juan Ignacio Chela Hsieh Su-wei / Lu Yen-hsun                        | 6 3             | 4 6  | 64 710 |  |

### Serbia vs. Argentina
| Serbia 2 | Burswood Entertainment Complex, Perth 3 gennaio, 2008, 18:00 (UTC+9) cemento indoor | Burswood Entertainment Complex, Perth 3 gennaio, 2008, 18:00 (UTC+9) cemento indoor | Argentina 1 |     |      |        |
| \| \| \| \| 1 \| 2 \| 3 \| \| \| - \| \| ----------------------------------------------------------------- \| ----- \| --- \| ---- \| ------ \| \| 1 \| \| Jelena Janković Gisela Dulko \| 7 610 \| \| \| ritiro \| \| 2 \| \| Novak Đoković Juan Ignacio Chela \| 6 2 \| 6 3 \| \| \| \| 3 \| \| Jelena Janković / Novak Đoković Gisela Dulko / Juan Ignacio Chela \| 6 1 \| 3 6 \| 7 65 \| \| |                                                                                     |                                                                                     |             |     |      |        |
| |                                                                                     |                                                                                     | 1           | 2   | 3    |        |
| 1 | Serbia (bandiera) · Argentina (bandiera)                                            | Jelena Janković Gisela Dulko                                                        | 7 610       |     |      | ritiro |
| 2 | Serbia (bandiera) · Argentina (bandiera)                                            | Novak Đoković Juan Ignacio Chela                                                    | 6 2         | 6 3 |      |        |
| 3 | Serbia (bandiera) · Argentina (bandiera)                                            | Jelena Janković / Novak Đoković Gisela Dulko / Juan Ignacio Chela                   | 6 1         | 3 6 | 7 65 |        |

### Francia vs. Taipei
| Francia 3 | Burswood Entertainment Complex, Perth 3 gennaio, 2008, 18:00 (UTC+9) cemento indoor | Burswood Entertainment Complex, Perth 3 gennaio, 2008, 18:00 (UTC+9) cemento indoor | Taipei cinese 0 |     |     |  |
| \| \| \| \| 1 \| 2 \| 3 \| \| \| - \| \| ----------------------------------------------------------- \| ---- \| --- \| --- \| \| \| 1 \| \| Tatiana Golovin Hsieh Su-wei \| 6 1 \| 6 1 \| \| \| \| 2 \| \| Arnaud Clément Lu Yen-hsun \| 7 64 \| 6 4 \| \| \| \| 3 \| \| Tatiana Golovin / Arnaud Clément Hsieh Su-wei / Lu Yen-hsun \| 6 4 \| 4 6 \| 7 6 \| \| |                                                                                     |                                                                                     |                 |     |     |  |
| |                                                                                     |                                                                                     | 1               | 2   | 3   |  |
| 1 | Francia (bandiera) · Taipei cinese (bandiera)                                       | Tatiana Golovin Hsieh Su-wei                                                        | 6 1             | 6 1 |     |  |
| 2 | Francia (bandiera) · Taipei cinese (bandiera)                                       | Arnaud Clément Lu Yen-hsun                                                          | 7 64            | 6 4 |     |  |
| 3 | Francia (bandiera) · Taipei cinese (bandiera)                                       | Tatiana Golovin / Arnaud Clément Hsieh Su-wei / Lu Yen-hsun                         | 6 4             | 4 6 | 7 6 |  |

## Gruppo B

### Classifica
| Posizione | Nazione     | V | S | Incontri | Set     |
| --------- | ----------- | - | - | -------- | ------- |
| 1.        | Stati Uniti | 3 | 0 | 8 – 1    | 16 – 4  |
| 2.        | India       | 1 | 2 | 4 – 5    | 10 – 12 |
| 3.        | Australia   | 1 | 2 | 3 – 6    | 8 – 12  |
| 4.        | Rep. Ceca   | 1 | 2 | 3 – 6    | 7 – 13  |

### Stati Uniti vs. India
| Stati Uniti 2 | Burswood Entertainment Complex, Perth 29 dicembre, 2007, 10:30 (UTC+9) cemento indoor | Burswood Entertainment Complex, Perth 29 dicembre, 2007, 10:30 (UTC+9) cemento indoor | India 1 |     |     |  |
| \| \| \| \| 1 \| 2 \| 3 \| \| \| - \| \| ------------------------------------------------------------ \| --- \| --- \| --- \| \| \| 1 \| \| Meghann Shaughnessy Sania Mirza \| 6 3 \| 4 6 \| 6 3 \| \| \| 2 \| \| Mardy Fish Rohan Bopanna \| 6 2 \| 6 4 \| \| \| \| 3 \| \| Meghann Shaughnessy / Mardy Fish Sania Mirza / Rohan Bopanna \| 4 6 \| 4 6 \| \| \| |                                                                                       |                                                                                       |         |     |     |  |
| |                                                                                       |                                                                                       | 1       | 2   | 3   |  |
| 1 | Stati Uniti (bandiera) · India (bandiera)                                             | Meghann Shaughnessy Sania Mirza                                                       | 6 3     | 4 6 | 6 3 |  |
| 2 | Stati Uniti (bandiera) · India (bandiera)                                             | Mardy Fish Rohan Bopanna                                                              | 6 2     | 6 4 |     |  |
| 3 | Stati Uniti (bandiera) · India (bandiera)                                             | Meghann Shaughnessy / Mardy Fish Sania Mirza / Rohan Bopanna                          | 4 6     | 4 6 |     |  |

### Repubblica Ceca vs. Australia
| Rep. Ceca 1 | Burswood Entertainment Complex, Perth 29 dicembre, 2007, 18:00 (UTC+9) cemento indoor | Burswood Entertainment Complex, Perth 29 dicembre, 2007, 18:00 (UTC+9) cemento indoor | Australia 2 |     |   |  |
| \| \| \| \| 1 \| 2 \| 3 \| \| \| - \| \| ---------------------------------------------------------- \| ---- \| --- \| - \| \| \| 1 \| \| Lucie Šafářová Alicia Molik \| 5 7 \| 2 6 \| \| \| \| 2 \| \| Tomáš Berdych Peter Luczak \| 7 68 \| 6 4 \| \| \| \| 3 \| \| Lucie Šafářová / Tomáš Berdych Alicia Molik / Peter Luczak \| 5 7 \| 3 6 \| \| \| |                                                                                       |                                                                                       |             |     |   |  |
| |                                                                                       |                                                                                       | 1           | 2   | 3 |  |
| 1 | Rep. Ceca (bandiera) · Australia (bandiera)                                           | Lucie Šafářová Alicia Molik                                                           | 5 7         | 2 6 |   |  |
| 2 | Rep. Ceca (bandiera) · Australia (bandiera)                                           | Tomáš Berdych Peter Luczak                                                            | 7 68        | 6 4 |   |  |
| 3 | Rep. Ceca (bandiera) · Australia (bandiera)                                           | Lucie Šafářová / Tomáš Berdych Alicia Molik / Peter Luczak                            | 5 7         | 3 6 |   |  |

### Stati Uniti vs. Repubblica Ceca
| Stati Uniti 3 | Burswood Entertainment Complex, Perth 31 dicembre, 2007, 10:30 (UTC+9) cemento indoor | Burswood Entertainment Complex, Perth 31 dicembre, 2007, 10:30 (UTC+9) cemento indoor | Rep. Ceca 0 |     |     |        |
| \| \| \| \| 1 \| 2 \| 3 \| \| \| - \| \| ----------------------------------------------------------- \| --- \| --- \| --- \| ------ \| \| 1 \| \| Serena Williams Lucie Šafářová \| 6 0 \| 2 6 \| 7 5 \| \| \| 2 \| \| Serena Williams / Mardy Fish Lucie Šafářová / Tomáš Berdych \| 6 0 \| \| \| ritiro \| \| 3 \| \| Mardy Fish Tomáš Berdych \| \| \| \| w/o \| |                                                                                       |                                                                                       |             |     |     |        |
| |                                                                                       |                                                                                       | 1           | 2   | 3   |        |
| 1 | Stati Uniti (bandiera) · Rep. Ceca (bandiera)                                         | Serena Williams Lucie Šafářová                                                        | 6 0         | 2 6 | 7 5 |        |
| 2 | Stati Uniti (bandiera) · Rep. Ceca (bandiera)                                         | Serena Williams / Mardy Fish Lucie Šafářová / Tomáš Berdych                           | 6 0         |     |     | ritiro |
| 3 | Stati Uniti (bandiera) · Rep. Ceca (bandiera)                                         | Mardy Fish Tomáš Berdych                                                              |             |     |     | w/o    |

### Australia vs. India
| Australia 1 | Burswood Entertainment Complex, Perth 1º gennaio, 2008, 10:30 (UTC+9) cemento indoor | Burswood Entertainment Complex, Perth 1º gennaio, 2008, 10:30 (UTC+9) cemento indoor | India 2 |     |       |  |
| \| \| \| \| 1 \| 2 \| 3 \| \| \| - \| \| ------------------------------------------------------- \| --- \| --- \| ----- \| \| \| 1 \| \| Alicia Molik Sania Mirza \| 2 6 \| 6 2 \| 4 6 \| \| \| 2 \| \| Peter Luczak Rohan Bopanna \| 7 6 \| 6 3 \| \| \| \| 3 \| \| Alicia Molik / Peter Luczak Sania Mirza / Rohan Bopanna \| 2 6 \| 6 4 \| 612 7 \| \| |                                                                                      |                                                                                      |         |     |       |  |
| |                                                                                      |                                                                                      | 1       | 2   | 3     |  |
| 1 | Australia (bandiera) · India (bandiera)                                              | Alicia Molik Sania Mirza                                                             | 2 6     | 6 2 | 4 6   |  |
| 2 | Australia (bandiera) · India (bandiera)                                              | Peter Luczak Rohan Bopanna                                                           | 7 6     | 6 3 |       |  |
| 3 | Australia (bandiera) · India (bandiera)                                              | Alicia Molik / Peter Luczak Sania Mirza / Rohan Bopanna                              | 2 6     | 6 4 | 612 7 |  |

### Stati Uniti vs. Australia
| Stati Uniti 3 | Burswood Entertainment Complex, Perth 3 gennaio, 2008, 10:30 (UTC+9) cemento indoor | Burswood Entertainment Complex, Perth 3 gennaio, 2008, 10:30 (UTC+9) cemento indoor | Australia 0 |       |   |  |
| \| \| \| \| 1 \| 2 \| 3 \| \| \| - \| \| -------------------------------------------------------- \| ---- \| ----- \| - \| \| \| 1 \| \| Serena Williams Alicia Molik \| 6 2 \| 7 68 \| \| \| \| 2 \| \| Mardy Fish Peter Luczak \| 7 65 \| 7 610 \| \| \| \| 3 \| \| Serena Williams / Mardy Fish Alicia Molik / Peter Luczak \| 6 2 \| 6 3 \| \| \| |                                                                                     |                                                                                     |             |       |   |  |
| |                                                                                     |                                                                                     | 1           | 2     | 3 |  |
| 1 | Stati Uniti (bandiera) · Australia (bandiera)                                       | Serena Williams Alicia Molik                                                        | 6 2         | 7 68  |   |  |
| 2 | Stati Uniti (bandiera) · Australia (bandiera)                                       | Mardy Fish Peter Luczak                                                             | 7 65        | 7 610 |   |  |
| 3 | Stati Uniti (bandiera) · Australia (bandiera)                                       | Serena Williams / Mardy Fish Alicia Molik / Peter Luczak                            | 6 2         | 6 3   |   |  |

### Repubblica Ceca vs. India
| Rep. Ceca 2 | Burswood Entertainment Complex, Perth 3 gennaio, 2008, 10:30 (UTC+9) cemento indoor | Burswood Entertainment Complex, Perth 3 gennaio, 2008, 10:30 (UTC+9) cemento indoor | India 1 |     |     |  |
| \| \| \| \| 1 \| 2 \| 3 \| \| \| - \| \| ---------------------------------------------------------- \| --- \| --- \| --- \| \| \| 1 \| \| Lucie Šafářová Sania Mirza \| 6 2 \| 4 6 \| 6 3 \| \| \| 2 \| \| Tomáš Berdych Rohan Bopanna \| 6 4 \| 6 0 \| \| \| \| 3 \| \| Lucie Šafářová / Tomáš Berdych Sania Mirza / Rohan Bopanna \| 3 6 \| 2 6 \| \| \| |                                                                                     |                                                                                     |         |     |     |  |
| |                                                                                     |                                                                                     | 1       | 2   | 3   |  |
| 1 | Rep. Ceca (bandiera) · India (bandiera)                                             | Lucie Šafářová Sania Mirza                                                          | 6 2     | 4 6 | 6 3 |  |
| 2 | Rep. Ceca (bandiera) · India (bandiera)                                             | Tomáš Berdych Rohan Bopanna                                                         | 6 4     | 6 0 |     |  |
| 3 | Rep. Ceca (bandiera) · India (bandiera)                                             | Lucie Šafářová / Tomáš Berdych Sania Mirza / Rohan Bopanna                          | 3 6     | 2 6 |     |  |

## Finale

### Serbia vs. Stati Uniti
| Serbia 1 | Burswood Entertainment Complex, Perth 4 gennaio 2008, 18:00 (UTC+9) cemento indoor | Burswood Entertainment Complex, Perth 4 gennaio 2008, 18:00 (UTC+9) cemento indoor | Stati Uniti 2 |     |     |     |
| \| \| \| \| 1 \| 2 \| 3 \| \| \| - \| \| ------------------------------------------------------------ \| ---- \| --- \| --- \| --- \| \| 1 \| \| Jelena Janković Serena Williams \| \| \| \| w/o \| \| 2 \| \| Novak Đoković Mardy Fish \| 6 2 \| 6 7 \| 7 6 \| \| \| 3 \| \| Jelena Janković / Novak Đoković Serena Williams / Mardy Fish \| 65 7 \| 2 6 \| \| \| |                                                                                    |                                                                                    |               |     |     |     |
| |                                                                                    |                                                                                    | 1             | 2   | 3   |     |
| 1 | Serbia (bandiera) · Stati Uniti (bandiera)                                         | Jelena Janković Serena Williams                                                    |               |     |     | w/o |
| 2 | Serbia (bandiera) · Stati Uniti (bandiera)                                         | Novak Đoković Mardy Fish                                                           | 6 2           | 6 7 | 7 6 |     |
| 3 | Serbia (bandiera) · Stati Uniti (bandiera)                                         | Jelena Janković / Novak Đoković Serena Williams / Mardy Fish                       | 65 7          | 2 6 |     |     |